# Tomka Gábor
Tomka Gábor (Sóskút, 1912 – Pécs, 1980. november 25.) intézetvezető, kandidátus.

## Élete
1938-ban Budapesten, a műszaki egyetemen mezőgazdasági oklevelet, majd tejgazdasági és tejipari szakirányú végzettséget Magyaróvárott, a mai Széchenyi István Mezőgazdaság- és Élelmiszertudományi Karának jogelődjében szerzett. Pályáját Mosonmagyaróvárott a Tejgazdasági Kísérleti Intézetben kezdte. Kísérleteinek eredményeit az ott dolgozó híres szakemberekkel közös publikációkban tette közzé, oktatott és jegyzeteket is írt. 1952-ben a mezőgazdasági tudomány kandidátusa címet nyerte el. 1955-58 között Tomka Gábor vette át az intézet vezetését. Úttörő munkát végzett a sajtok pasztőrözött tejből való gyártásának hazai bevezetésében, a félkemény sajtok gyártástechnológiájának korszerűsítésében. A kiváló mikrobiológus két évtizedes tevékenység után Pécsett folytatta munkáját. 1980. november 25-én halt meg váratlanul. A magyaróvári temetőben nyugszik a családi sírboltban.